# Misumenops gertschi
Misumenops gertschi är en spindelart som beskrevs av Kraus 1955. Misumenops gertschi ingår i släktet Misumenops och familjen krabbspindlar.
Artens utbredningsområde är El Salvador. Inga underarter finns listade i Catalogue of Life.